# All About E
Pour plus de détails, voir Fiche technique et Distribution.
All About E (littéralement : Tout au sujet de E) est un film australien de 2015 écrit et réalisé par Louise Wadley.

## Synopsis
Une jolie DJ est forcée de s'enfuir lorsqu'elle découvre de l'argent planqué. 

## Fiche technique
- Titre original : All About E / The Trouble with E
- Réalisation : Louise Wadley
- Scénario : Louise Wadley
- Producteur :
- Production :
- Musique :
- Pays d'origine :  Australie
- Langue d'origine : anglais australien
- Lieux de tournage :
- Genre : Comédie romantique saphique, comédie dramatique
- Durée : 93 minutes (1 h 33)
- Date de sortie : 
  -  États-Unis 22 juin 2015 au Festival du film Frameline de San Francisco

## Distribution
- Mandahla Rose : E
- Julia Billington : Trish
- Brett Rogers : Matt O'Halloran
- Simon Bolton : Johnny Rock
- Kim Antonios Hayes : Nadine Malouf (créditée comme Kim Hayes)
- Lex Marinos : Joseph Malouf
- Matt Ruscic : Jonas (crédité comme Martin Ruscic)
- Paul Berenger : George
- Karli Rae Grogan : Jaki
- Cooper George Amai : le DJ
- Maxine Austin : une clubbeuse
- Paige Barrand : une clubbeuse
- Melissa Brattoni : une clubbeuse
- Robert Bedbrook : Brett
- John Anastasios Boyiazis : le danseur de Flamenco